# Rolieiro-de-raquetes
O Rolieiro-de-raquetes (Coracias spatulatus), também conhecido como rolieiro-cauda-de-raquete, é uma espécie de ave da família Coraciidae.
Pode ser encontrada nos seguintes países: Angola, Botswana, República Democrática do Congo, Malawi, Moçambique, Namíbia, África do Sul, Essuatíni, Tanzânia, Zâmbia e Zimbabwe.